# Narycia siderella
Narycia siderella är en fjärilsart som beskrevs av Philipp Christoph Zeller 1839. Narycia siderella ingår i släktet Narycia och familjen säckspinnare. Inga underarter finns listade i Catalogue of Life.